# バニーチャウ
バニーチャウ（英: bunny chow、単にbunnyとも）は南アフリカ共和国のファストフードで、小麦粉の食パンの中をくりぬいてカレーを詰めたもの。元々はダーバンに住むインド系住民の食品だった。

## 歴史
アパルトヘイト時代には、レストランへの入店が許されていなかった黒人やインド人が持ち帰って食べる食品だった。パンをカレーの器として手づかみで食べるため、食器を返却する必要もなかった。より近年には、ストリートフードとしてだけではなくレストランで食べられることもある。
バニーチャウの発祥地は、インド系住民の大きなコミュニティがあるダーバンである。南アフリカ国外のインド人コミュニティでは知られていない。インドから南アフリカへの移民は1860年代に始まったが、バニーチャウが作り出されたのは1940年代だと考えられている。第二次世界大戦中はローデシアのグウェロ（現在ジンバブエのグウェル）でも売られており、現在でも近郊の町カドマ（かつてはガトゥーマ）で食べられている。
バニーチャウの起源に関しては諸説ある。一つの物語では、クワズール・ナタール州（ナタール港）のサトウキビプランテーションに出稼ぎにきたインド人労働者たちが畑で昼食を取るため、食パンをくりぬいた器で野菜カレーを持ち運ぶようになったのだという。具に肉が用いられるようになったのは後の事である。別の説によると、ロイヤル・ダーバン・ゴルフコースで働いていたインド人のゴルフキャディたちが弁当にしていた食品だったとされる。
ロティと豆がインドの伝統的な食事だが、バニーチャウにロティを用いると持ち歩く間に崩れてしまいがちだったので、代わりに食パンが用いられた。ダーバンのインド系は伝統的に米粉やヒヨコマメでパンを作っていたが、移民後には小麦粉の食パンで代用するようになっていた。

### 語源

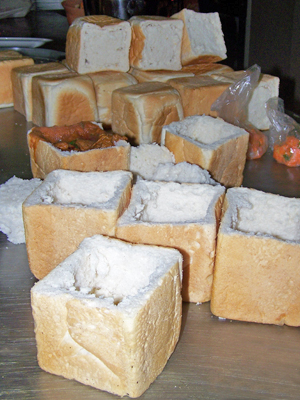
バニーチャウを作るためにくりぬかれた四つ切りの食パン。

一説によれば、最初にこの料理を作ったのはカピタンズ (Kapitan's) というインド系のレストランである。インド人の商人はカースト名のバニアで呼ばれており、「バニアズ・チャウ (Bania's chow)」がなまって「バニーチャウ」になった。「チャウ (chow)」は南アフリカ英語の俗語で、シンプルに「食べもの」「食べる」という意味である。
信憑性の低い別の説によると、「バン（bun＝パン）」＋「アチャール（achar＝インドの漬物）」の聞き間違いから「バニーチャウ」という言葉が生まれたというが、バニーチャウの材料に通常アチャールは用いられない（付け合せにする場合を除く）。
食パン1/4本で作る小型のバニーチャウは、南アフリカの黒人の間で scambane または kota（クォーター (1/4)) と呼ばれる。バニーチャウから発展した南アフリカ料理 spatlo も同じく kota と呼ばれる。アフリカーンス語においても、英語からの借用語としてバニーチャウの名が使われる。

## 食べ方

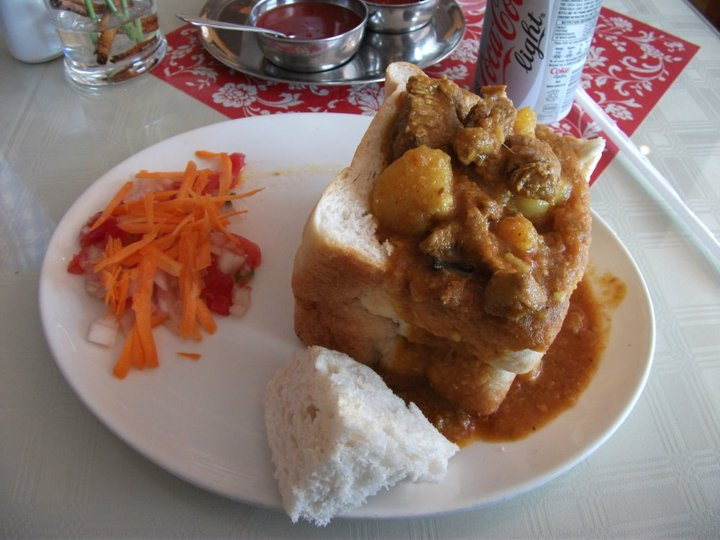
「クォーター・マトン」バニーチャウ。南アフリカ、ダーバン。

バニーチャウはダーバン地区のインド人やその他の民族集団の間で広く食べられている。多くの場合、ダーバンで伝統的に作られているカレーが具とされる。初期のバニーチャウは菜食主義者向けだったが、近年ではマトンやラム、チキン、豆、フライドポテトにカレーソースをかけた具に人気がある。付け合せには、ニンジン・唐辛子・タマネギを細く切って和えたサンバルと呼ばれる食品がよく用いられる。
バニーチャウには食パンを丸ごと1本使ったものや、1/2本、1/4本の種類がある。ダーバンでバニーチャウを注文するには、「クォーター・マトン」のようにサイズとフレーバーを言うだけでいい。菜食主義者向けに作られたものは「ビーンズ・バニー」とも呼ばれる。商店では古新聞に包んで渡される。
地元民の間ではパンを手でちぎって口に運ぶカジュアルな食べ方が普通で、「バニーチャウをナイフとフォークで食べないように、女性や子供への暴力は許されない」という公共広告が作られたことがある。
2018年頃の価格は「クォーター・ダール（豆）」で15ランド（2018年現在、1ランドは約8円）、「クォーター・マトン」で50ランド程度である、食パン1本分のバニーチャウにはクォーターの3～4倍の値段が付けられる。
今日では南アフリカの全域にバニーチャウを提供する小さな持ち帰り店やインドレストランがある。ダーバンでは2005年から毎年「バニーチャウ・バロメーター」という催しが開かれ、市内の料理店が優勝を賭けて競い合っている。